# Guitar Heaven: The Greatest Guitar Classics of All Time
Guitar Heaven: The Greatest Guitar Classics of All Time é um álbum de estúdio da banda estadunidense Santana. É um álbum de covers de canções de rock, com vários convidados especiais.

## Faixas
| N.º | Título                                                                                                | Letras                                                               | Música                                                            | Duração |  |
| 1.  | "Whole Lotta Love (com Chris Cornell)" (Muito amor)                                                   | John Bonham, John Paul Jones, Jimmy Page, Robert Plant, Willie Dixon |                                                                   | 3:51    |  |
| 2.  | "Can't You Hear Me Knocking (com Scott Weiland)" (Você consegue me ouvir batendo)                     | Mick Jagger, Keith Richards                                          | Mick Jagger, Keith Richards                                       | 5:38    |  |
| 3.  | "Sunshine of Your Love (com Rob Thomas)" (Raio de Sol do seu amor)                                    | Eric Clapton, Jack Bruce, Pete Brown                                 | Jack Bruce, Eric Clapton                                          | 4:43    |  |
| 4.  | "While My Guitar Gently Weeps (com India.Arie & Yo-Yo Ma)" (Enquanto minha guitarra chora suavemente) | George Harrison                                                      | George Harrison                                                   | 6:02    |  |
| 5.  | "Photograph (com Chris Daughtry)" (Fotografia)                                                        | Steve Clark, Pete Willis, Rick Savage, Mutt Lange, Joe Elliott       |                                                                   | 4:04    |  |
| 6.  | "Back in Black (com Nas & Robyn Troup)" (De volta em preto)                                           | Angus Young, Malcolm Young, Brian Johnson                            | Angus Young, Malcolm Young, Brian Johnson                         | 4:20    |  |
| 7.  | "Riders on the Storm (com Chester Bennington & Ray Manzarek)" (Pilotos na tempestade)                 | Jim Morrison, Robby Krieger, Ray Manzarek, John Densmore             | Jim Morrison, Robby Krieger, Ray Manzarek, John Densmore          | 5:23    |  |
| 8.  | "Smoke on the Water (com Jacoby Shaddix)" (Fumaça na àgua)                                            | Ritchie Blackmore, Ian Gillan, Roger Glover, Jon Lord, Ian Paice     | Ritchie Blackmore, Ian Gillan, Roger Glover, Jon Lord, Ian Paice  | 5:06    |  |
| 9.  | "Dance the Night Away (com Patrick Monahan)" (Dance a Noite Inteira)                                  | David Lee Roth, Edward Van Halen, Alex Van Halen, Michael Anthony    | David Lee Roth, Edward Van Halen, Alex Van Halen, Michael Anthony | 3:23    |  |
| 10. | "Band a Gong (com Gavin Rossdale)"                                                                    | Marc Bolan                                                           |                                                                   | 3:41    |  |
| 11. | "Little Wing (com Joe Cocker)" (Asinha)                                                               | Jimi Hendrix                                                         | Jimi Hendrix                                                      | 4:52    |  |
| 12. | "I Ain't Superstitious (com Jonny Lang)" (Eu não sou supersticioso)                                   | Willie Dixon                                                         | Willie Dixon                                                      | 3:56    |  |

Edição de luxo
| N.º | Título                                                  | Letras                                            | Música       | Duração |  |
| 13. | "Fortunate Son (com Scott Stapp)" (Filho afortunado)    | John Fogerty                                      | John Fogerty | 3:45    |  |
| 14. | "Under the Bridge (com Andy Vargas)" (Embaixo da ponte) | Anthony Kiedis, John Frusciante, Flea, Chad Smith |              | 5:09    |  |

## Músicos

### Santana
- Carlos Santana - guitarra solo
- Dennis Chambers - bateria
- Benny Rietveld - baixo
- Karl Perrazo - tímbales
- Tommy Anthony - guitarra rítmica
- Freddie Ravel - teclados
- Andy Vargas - backing vocais
- Raul Rekow - congas
- Bill Ortiz - trompete
- Jeff Cressman - trombone

## Posições nas paradas
| Parada                   | Melhor posição |
| ------------------------ | -------------- |
| European Top 100 Albums  | 4              |
| German Albums Chart      | 10             |
| Hungarian Albums Chart   | 2              |
| ARIA Charts              | 5              |
| New Zealand Albums Chart | 2              |
| OLiS                     | 12             |
| UK Albums Chart          | 15             |
| Norwegian Albums Chart   | 18             |
| Dutch Albums Chart       | 24             |
| Irish Albums Chart       | 29             |
| Swedish Albums Chart     | 17             |
| Billboard 200 (EUA)      | 5              |
| Canadian Albums Chart    | 3              |